# İsmail Kartal
İsmail Kartal (ur. 15 czerwca 1961 w Stambule) – turecki trener piłkarski i piłkarz występujący na pozycji prawego obrońcy. Były młodzieżowy i seniorski reprezentant Turcji.

## Sukcesy piłkarskie

### Klubowe
Fenerbahçe SK
- Mistrzostwo Turcji: 1984/1985, 1988/1989
- Zdobywca Superpucharu Turcji: 1984, 1985, 1990

## Sukcesy trenerskie

### Klubowe
Sivasspor
- Mistrzostwo TFF 1. Lig: 2004/2005

Fenerbahçe SK
- Zdobywca Superpucharu Turcji: 2014